# Aurimas Gaidžiūnas
Aurimas Gaidžiūnas (* 15. Mai 1967 in Skėmiai, Rajongemeinde Radviliškis) ist ein litauischer Politiker, seit November 2016 Mitglied des Seimas.

## Leben
1982 absolvierte Gaidžiūnas  die 8-jährige Schule Skėmiai bei Radviliškis und 1984 Panevėžio hidromelioracijos technikumas als Techniker-Mechaniker. Von 1985 bis 1987 leistete er den Dienst bei der Sowjetarmee. Danach arbeitete im „Lenin“-Kolchos als Ingenieur der Agrartechnik, errichtete Vainiūnai-Agroservice und war sein Leiter.
Von 2000 bis 2016 leitete er sein Unternehmen „Auridana“. Er kaufte den ehemaligen Schwimmbad Baisogala und errichtete den Sportclub „Auridana“.
Seit 2000 ist er Mitglied von Lietuvos valstiečių ir žaliųjų sąjunga. Von 2015 bis 2016 war er Mitglied im Rat der Rajongemeinde Radviliškis.

## Familie
Gaidžiūnas ist verheiratet. Mit seiner Frau Aušra hat er drei Kinder Danė,  Justinas und Žygimantas.